# Энхансер
Энхансер (англ. enhancer — усилитель, увеличитель) — небольшой участок ДНК, который после связывания с ним факторов транскрипции стимулирует транскрипцию с основных промоторов гена или группы генов. Энхансеры не обязательно находятся в непосредственной близости от генов, активность которых они регулируют, и даже не обязательно располагаются с ними на одной хромосоме. Энхансеры могут располагаться как в 5'-, так и в 3'-положении относительно матричной цепи регулируемого гена и в любой ориентации к ней. Энхансеры также могут находиться внутри интронов. Тем не менее для работы энхансера необходим его физический контакт с промотором, который осуществляется за счёт «выпетливания» ДНК между энхансером и промотором. Молекулярный механизм действия энхансера заключается в том, что он благодаря собранному на нём белковому комплексу привлекает РНК-полимеразу II и кофакторы транскрипции в область промотора.
Энхансеры были впервые обнаружены в эукариотических системах, но впоследствии сходные примеры регуляции транскрипции были открыты и у прокариот.

## Свойства энхансеров
Энхансерные участки хроматина обладают следующими свойствами:
- способны стимулировать транскрипцию генов-мишеней;
- их активность не зависит от расстояния в геноме до регулируемого гена;
- содержат особые последовательности нуклеотидов, обеспечивающие связывание факторов транскрипции;
- являются местами связывания большого количества коактиваторов транскрипции и гистонацетилтрансфераз;
- высокочувствительны к действию дезоксирибонуклеазы I, так как содержат декомпактизированный хроматин;
- содержат ацетилированные гистоны.

Исходя из этих свойств, с помощью высокопроизводительных методов в геноме человека было обнаружено около миллиона потенциальных энхансеров.

## Суперэнхансер
Суперэнхансером называют кластер (группу) энхансеров, которая обычно расположена рядом с генами, важными для контроля и определения идентичности клеток.
Более плотное чем у обычных энхансеров расположение активаторов транскрипции, способствует более сильной экспрессии их генов-мишеней, играющих важную роль в становлении и поддержании клеточной идентичности.

## Теории
На данный момент существует две теории, объясняющие механизм считывания информации с энхансера:
- Энхансеосомы — основаны на высококоординированном действии и могут быть выключены из работы единичной точечной мутацией, удаляющей или перемещающей сайты связывания белков.
- Гибкие системы — менее интегративные белки, независимо регулирующие экспрессию генов и лишь их суммарная активность влияет на транскрипцию.